# Homilia
Homilia (gr. ὁμιλία (homilía) ‘towarzystwo, rozmowa’) – rodzaj kazania, którego treść oparta jest na wybranych czytaniach liturgicznych. Jej celem jest objaśnianie wybranego na dany dzień fragmentu Pisma Świętego w kontekście okresu liturgicznego, całego Zbawienia, sytuacji społecznej i politycznej. Homilia często zawiera wskazówki moralne dotyczące życia. Może przybierać także formę dialogu z wiernymi. W Kościele katolickim homilię w czasie mszy świętej może wygłaszać tylko wyświęcony duchowny. Nie ma określonego czasu długości homilii, lecz jej długość musi być proporcjonalna do całości liturgii słowa. Często jest błędnie uznawana za synonim kazania.